# Jacarezinho
Jacarezinho es un barrio brasileño y también una favela con más de 60.300 habitantes que viven en un área de 40 hectáreas. El lugar está ubicado en la Zona Norte de la ciudad de Río de Janeiro, y limita con los barrios de Jacaré, Méier, Engenho Novo y Triagem. Es la tercera favela más grande de Río de Janeiro, solo detrás de Rocinha y Complejo de Alemão. La favela se expandió junto con la industrialización de la ciudad, y se convirtió en la favela más grande de Río de Janeiro a mediados del siglo XX, con una población de 23.000 en 1960. El elemento crucial en su crecimiento fue el auge industrial en el cercano distrito de Méier después de la Segunda Guerra Mundial, según el historiador Julio César Pino, autor de un libro sobre las favelas de Río de Janeiro.
Jacarezinho sufre problemas comunes en las favelas, como violencia, pobreza y tráfico de drogas. En 2021 al menos 25 personas murieron en un tiroteo con la policía.
Jacarezinho significa Pequeño Jacaré, y lleva el nombre del río Jacaré. Jacaré es también el nombre en portugués del caimán yacaré, pero el nombre del río en realidad significa tortuoso, sinuoso y no lleva el nombre del animal.
La escuela de samba de la favela se llama Grêmio Recreativo Escola de Samba Unidos do Jacarezinho y fue fundada el 16 de junio de 1966. Sus colores son el rosa y el blanco. En 1963 pasó unos meses en la favela Peggy Rockefeller, mientras trabajaba para los llamados "Cuerpos de la Paz" de la ONU y logró que el benefactor de su padre extendiese unos cuantos cheques para el anfitrión que tuvo, que logró así hacerse rico. El episodio es descrito por Eduardo Galeano, en Las venas abiertas de América Latina.
El famoso futbolista Romário nació en Jacarezinho.